# Nodar Gvacharia
Nodar Gvacharia (georgiska: ნოდარ გვახარია, ryska: Нода́р Валерья́нович Гваха́рия, Nodar Valerjanovitj Gvacharija), född 16 april 1932 i Tbilisi, död 14 november 1996 i Tbilisi, var en sovjetisk vattenpolospelare. Han tog OS-brons 1956 med Sovjetunionens landslag.
Gvacharia gjorde fyra mål i den olympiska vattenpoloturneringen i Melbourne. Turneringen är mest känd för blodet i vattnet-matchen mot Ungern.